# Liste der Bürgermeister von Walvis Bay

Wappen der Stadt Walvis Bay

Dies ist eine Liste der Bürgermeister von Walvis Bay, d. h. aller höchsten politischen Ämter (z. B. Bürgermeister) in der namibischen Hafenstadt Walvis Bay.

## Britische Besatzungszeit

### Captain
- 1878: Richard C. Dyer

### Resident Magistrate
- 1878–1880: D. Erskine
- 1880: William Coates Palgrave
- 1880–1882: Benjamin d’Urban Musgrave
- 1882–1883: E. J. Whindus

### Magistrate
- 1883–1885 (?): J. S. Simpson
- 1885–1889: Emile S. Rolland
- 1889–1901: John James Cleverly
- 1902–1903: Frank H. Guthrie
- 1903–1905: John James Cleverly
- 1905–1909 (?): David Eadie
- 1909–1910: J. M. Richards
- 1910–1915 (?): J. M. Richards
- 1915–1920: vakant
- 1920–1925: K. R. Thomas

### Chairman
- 1920–1931: K. R. Thomas

### Bürgermeister
- 1931–1932: S. Blyth
- 1932–1934: W.G. Neate
- 1934–1940: Thomas Perris Hall
- 1940: E.O. Bull
- 1940–1948: kein Stadtstatus
- 1948–1949: J. Christie
- 1949–1950: F. Davel
- 1950–1951: J.C. Harris
- 1951–1952: A.C. Stafford
- 1952–1953: W.J. Hamilton
- 1953–1954: J.C. Harris
- 1954–1955: H.J. Reid
- 1955: W.A. Bester
- 1955–1958: W.A. Willis
- 1958–1961: Peter van Aarde
- 1961–1963: W.A. Willis
- 1963–1970: M.C. Botma
- 1970–1974: Heleon Hendrikus Laubscher
- 1974–1975: N.N. Dreyer
- 1975–1977: Heleon Hendrikus Laubscher
- 1977–1978: N. Retief
- 1978–1980: A. Prinsloo
- 1980: A.E.M. Deissler
- 1980–1983: N. Retief
- 1983–1988: C.L. Jager
- 1988–1989: A.E.M. Deissler
- 1989–1991: N. Retief
- 1991–1992: R.M. Bramwell
- 1992–1993: J.M. Blaaw
- 1993–1994: Bryce Edwards

## Namibia

### Verwalter
- 1993–1994: Nangolo Mbumba (Namibia) und Carl von Hirschberg (Südafrika)

### Bürgermeister
- 1994–1999: ?
- 1999–?: Theresia Samaria
- 2003–: Mandume Muatunga
- 2006–2008: Derek Klazen
- 2008–2010: Uillika Nambahu
- 2010–2012: Derek Klazen
- 2012–2020: Uillika Nambahu
- seit 2020: Trevino Forbes

## Quelle
- Wavis Bay, auf Worldstatesmen (englisch)